# 산타호자 (히우그란지두술주)

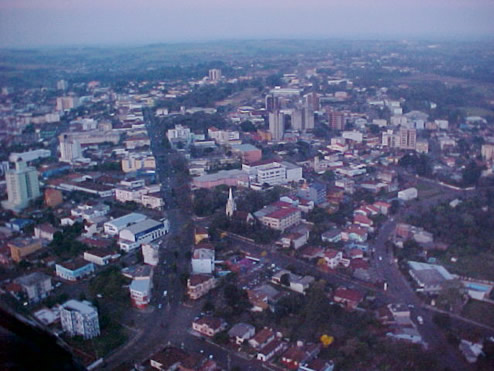

산타호자(포르투갈어: Santa Rosa)는 브라질 히우그란지두술주의 도시로 면적은 488.42km2, 높이는 277m, 인구는 68,595명(2010년 기준)이다.